# Бандровска-Турска, Эва
Эва Бандровска-Турска (пол. Ewa Bandrowska-Turska; 20 мая 1894, Краков — 25 июня 1979, Варшава, Польша) — польская певица. Ее голос — лирико-колоратурное сопрано.

## Биография
Эва Бандрова-Туска родилась 20 мая 1894 года в Кракове. С 1911 по 1913 год училась в Кракове у Александра Бандровского-Саса в Кракове, а позже у Хелены Збоиньской-Рушковской в Вене. Ее дебют состоялся в Вене в 1916 году, в том же году участвовала в концерте в Кракове, исполняя песни Шуберта и Шумана. Ее дебютом на сцене стала роль Маргариты в опере «Фауст» Шарля Гуно в 1917 году на сцене Большого театра в Варшаве.
Бандровска-Турска была награждена Офицерским крестом Ордена Возрождения Польши в 1937 году.
В 1949 году она получила Орден «Знамя Труда» 1 степени, а в 1952 году государственную премию Польской Национальной республики.
Бандровска-Турска умерла в Варшаве 25 июня 1979 года.